# Crenay
Crenay est une ancienne commune française du département de la Haute-Marne en région Grand Est. Elle est associée à la commune de Foulain depuis 1972.

## Géographie

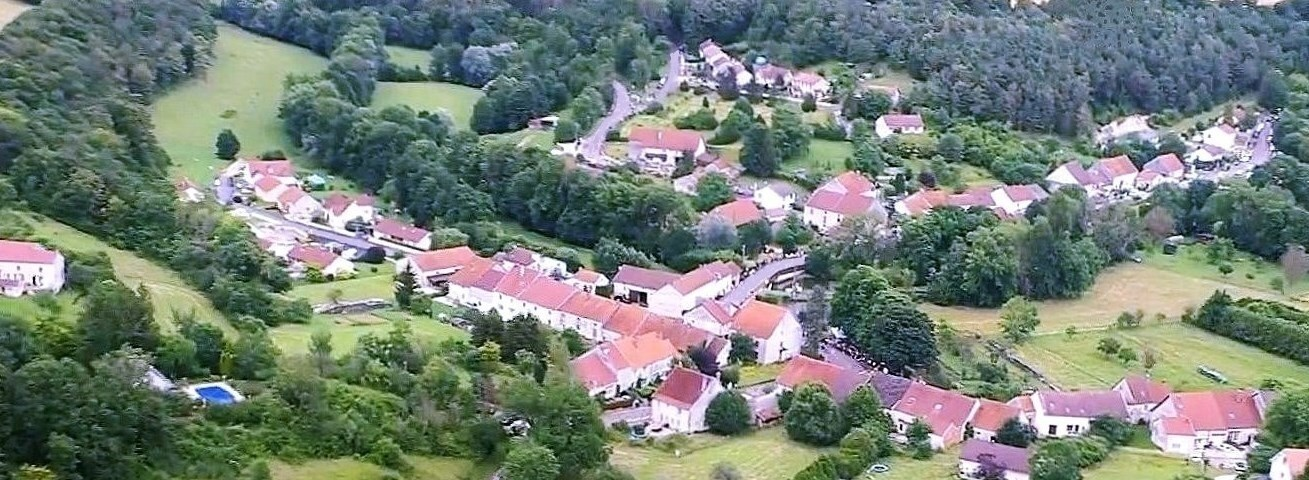
Vue générale de Crenay

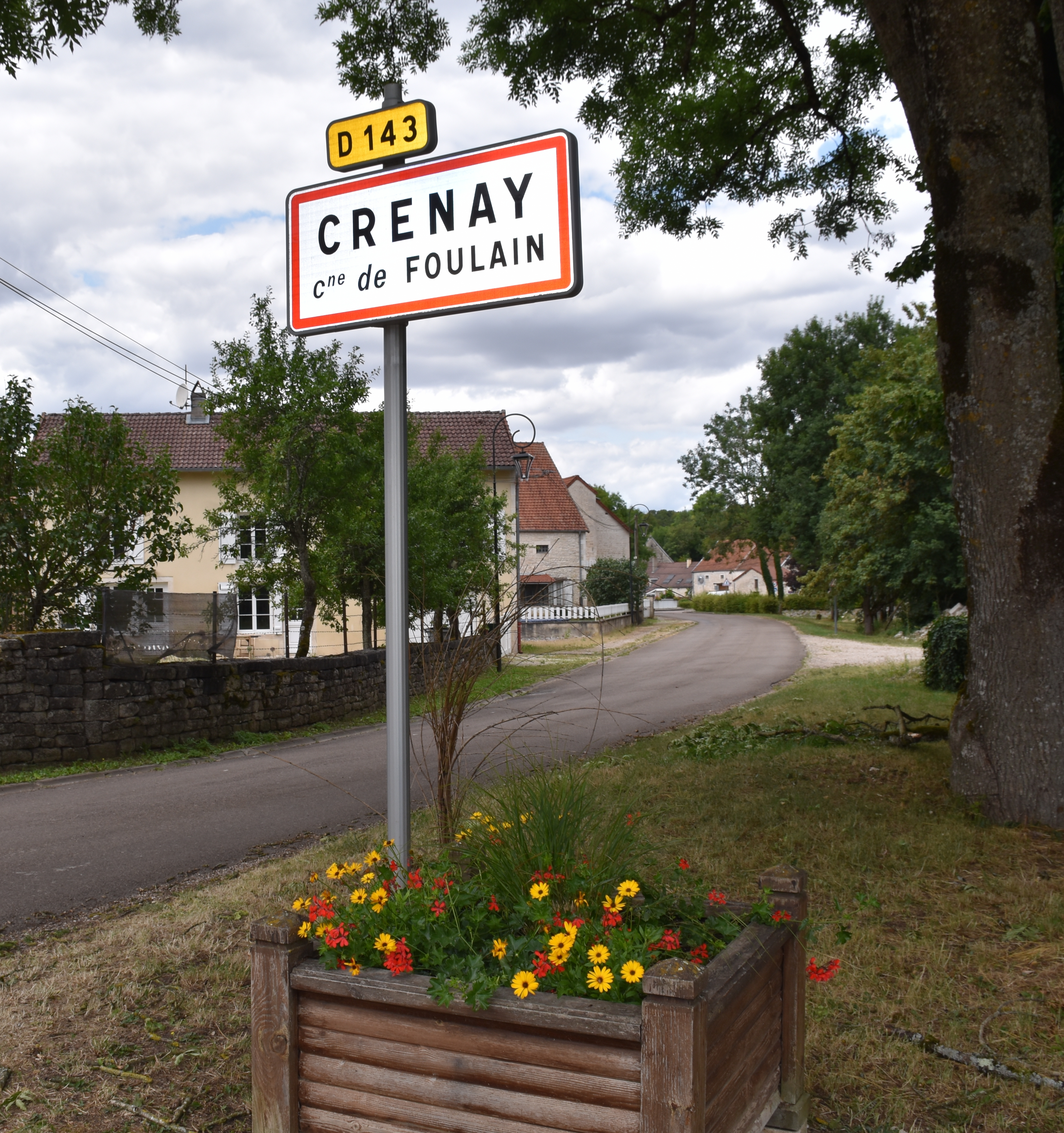
Une entrée du village.

## Hydrographie
La commune est traversée du sud au nord par le cours d'eau La Suize qui prend sa source à Courcelles-en-Montagne et qui se jette dans La Marne à Chaumont.

## Toponymie
Le nom de la localité est attesté sous les formes Crennaium (1182) ; Cresnai (XIIe siècle) ; Crenai (1213) ; Crenay (1376-78) ; Crenayum (XIVe siècle) ; Creney (1589) ; Crenay-sur-Suize (1775-1785).

## Histoire
En 1789, ce village dépend de deux provinces : la Champagne pour une partie et la Bourgogne pour l'autre.
Le 1er novembre 1972, la commune de Crenay est rattachée à celle de Foulain sous le régime de la fusion-association.

## Politique et administration
| Période                                  | Période  | Identité             | Étiquette | Qualité |
| ---------------------------------------- | -------- | -------------------- | --------- | ------- |
| ?                                        | mai 2018 | Bernard DECOBERT     |           |         |
| juin 2018                                | En cours | Nadège LAMIRAL-AUBRY |           |         |
| Les données manquantes sont à compléter. |          |                      |           |         |

## Démographie
| 1911 | 1921 | 1926 | 1931 | 1936 | 1946 | 1954 | 1962 | 1968 |
| ---- | ---- | ---- | ---- | ---- | ---- | ---- | ---- | ---- |
| 251  | 226  | 220  | 194  | 173  | 201  | 207  | 193  | 173  |

## Lieux et monuments
- Église Saint-Martin
- Le monument aux morts

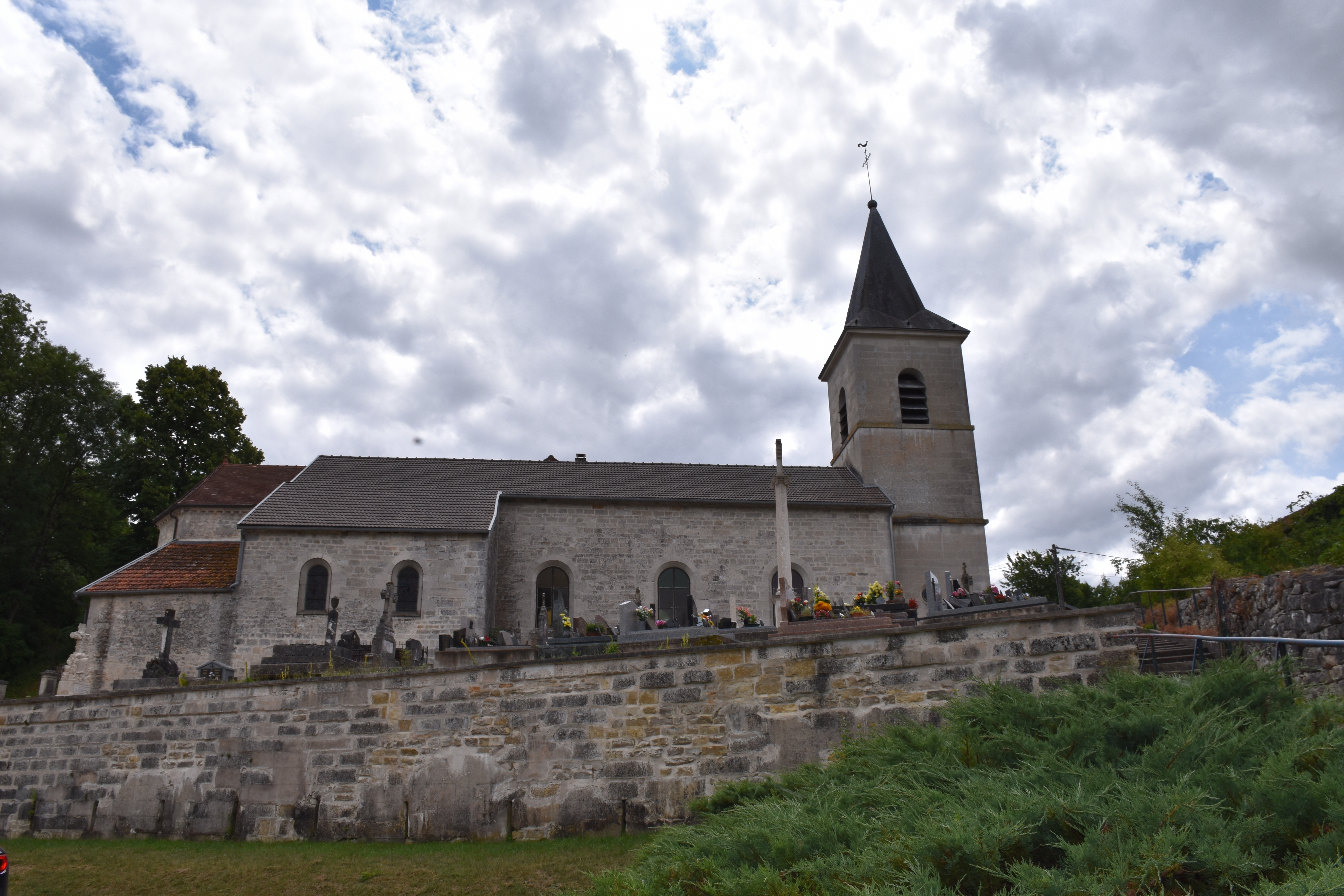
Vue latérale de l'église.
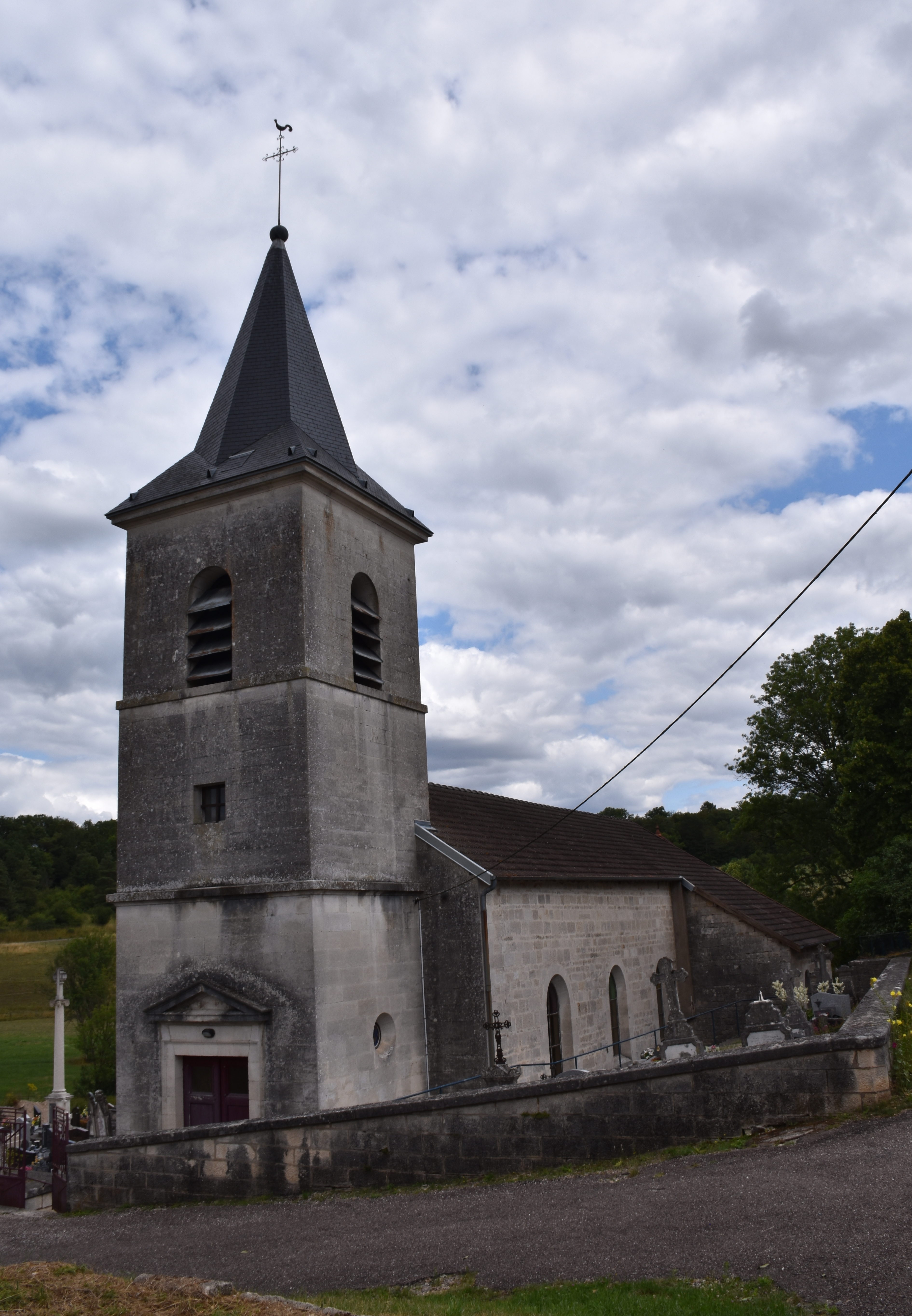
Le clocher..
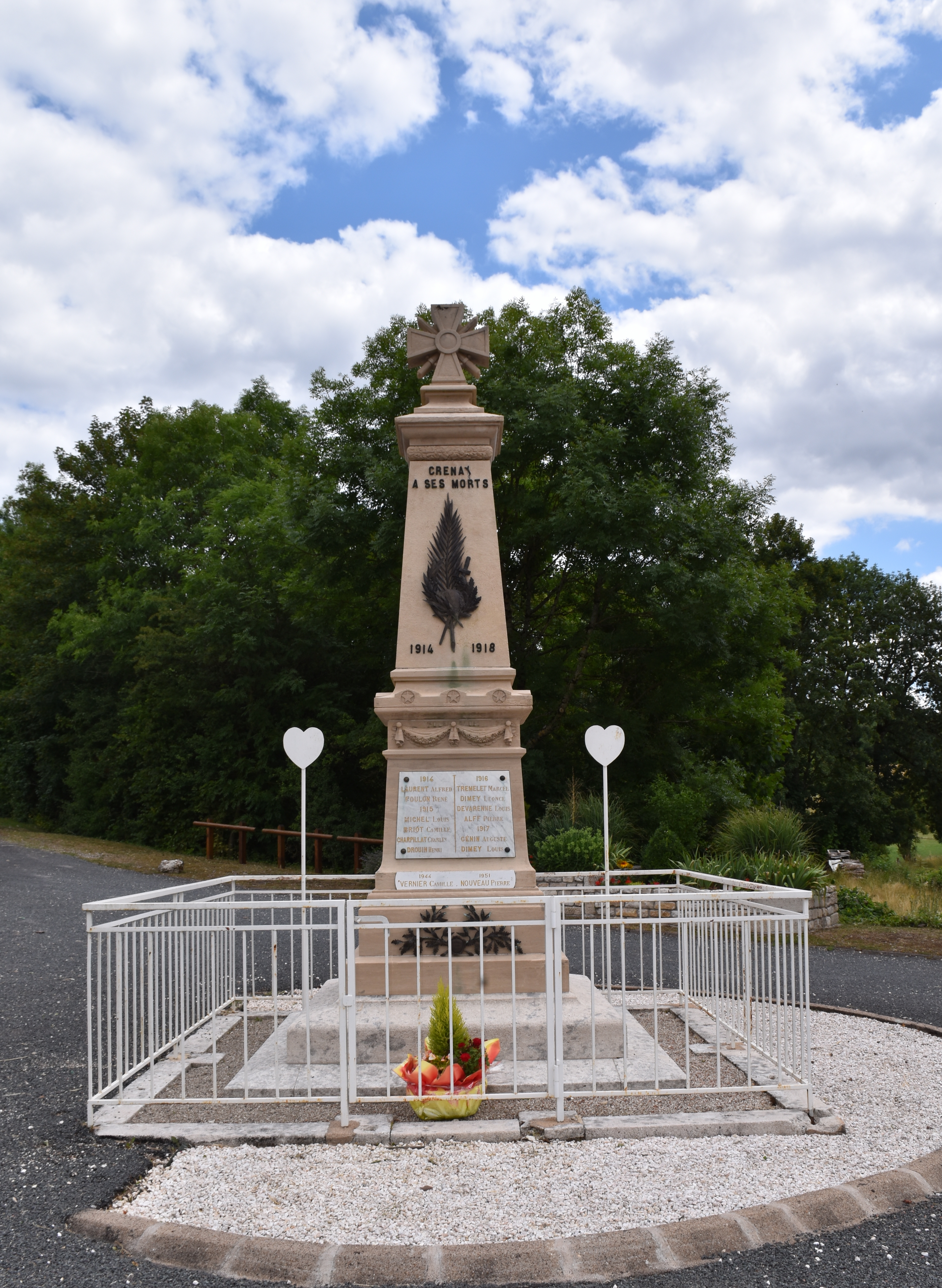
Le monument aux morts.
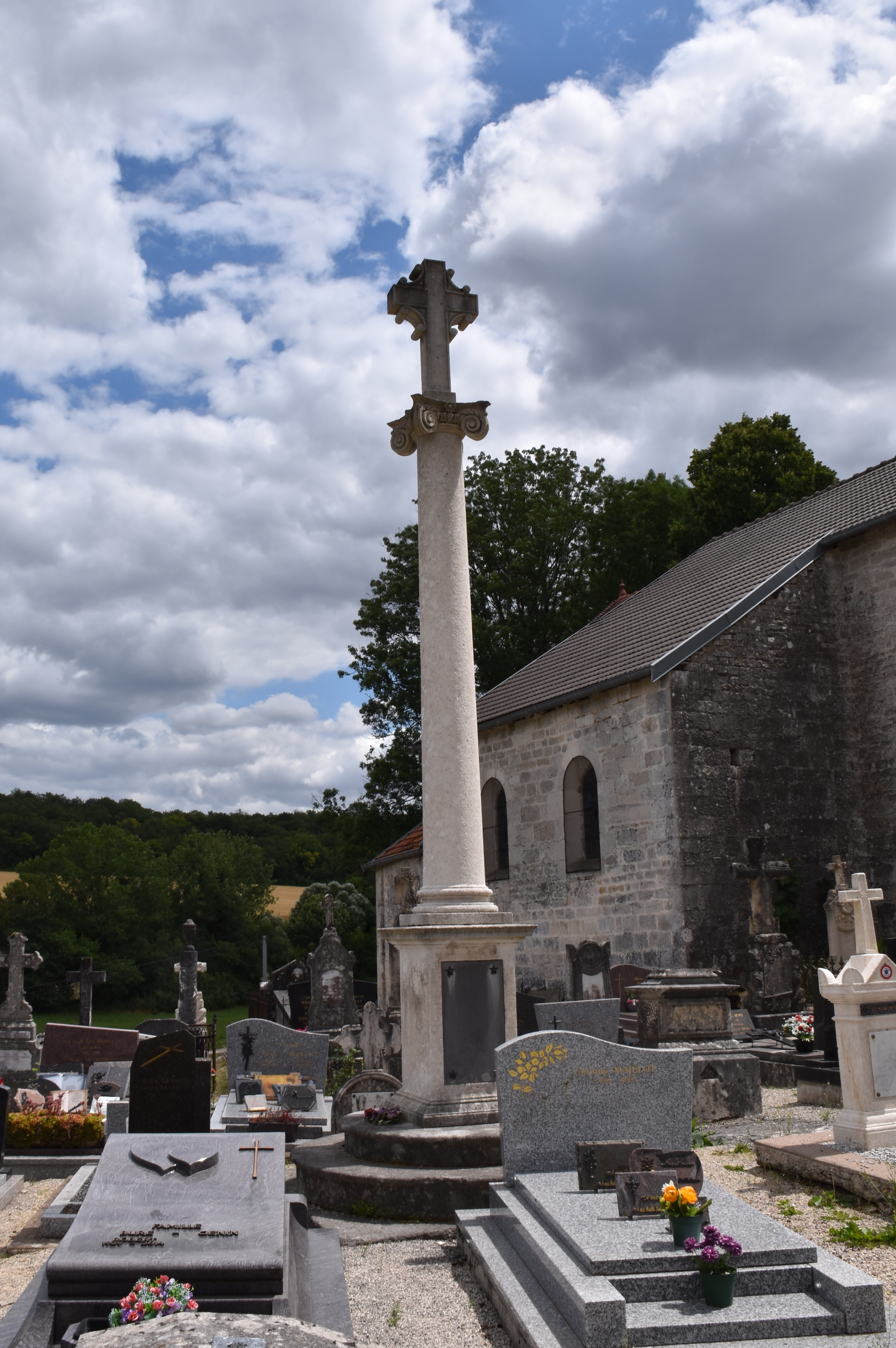
Croix monumentale du cimetière.
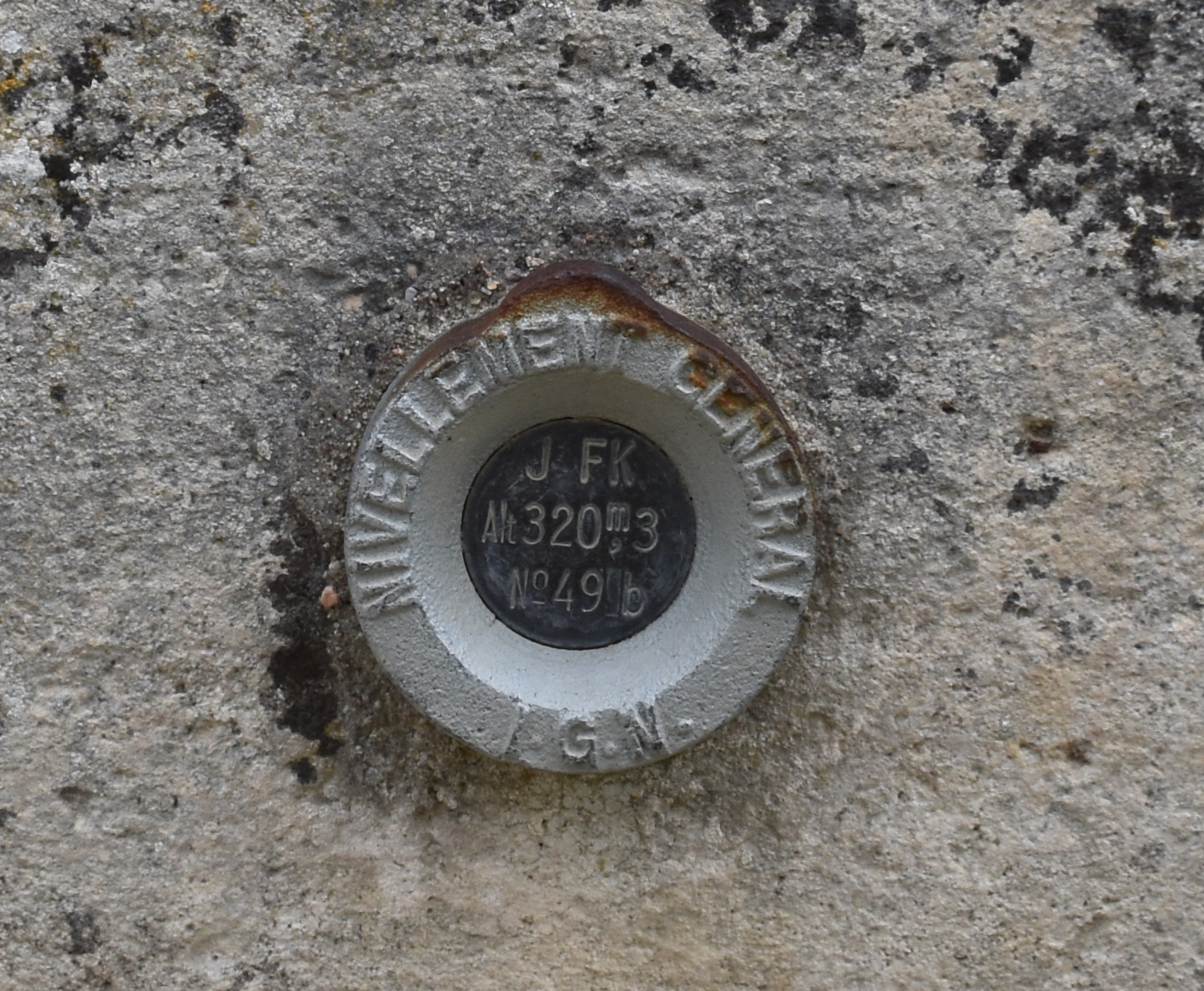
Borne de nivellement sur l'église - Altitude 320,30 m.

## Cartes postales anciennes

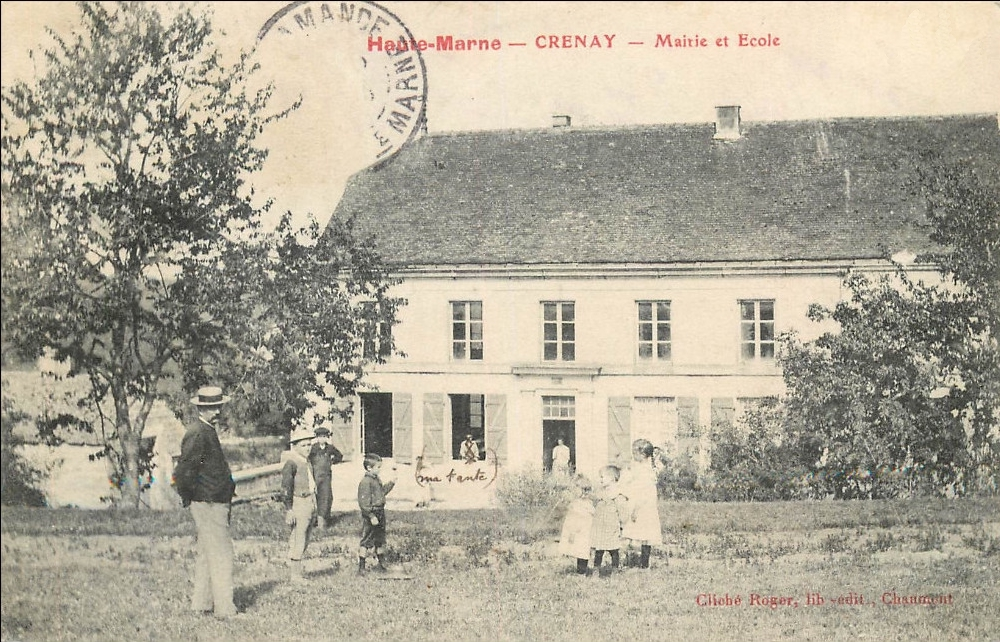
La mairie vers 1910.
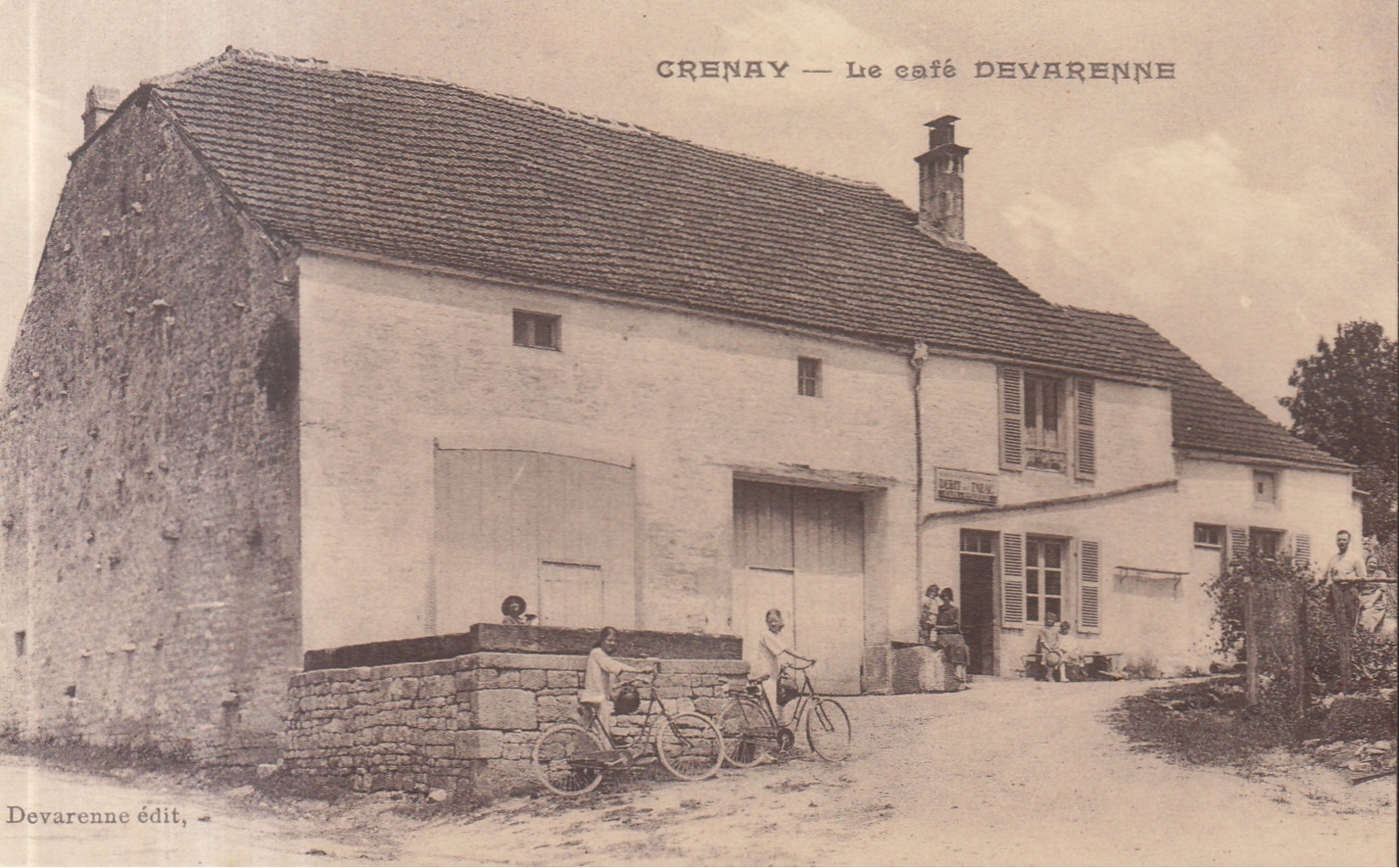
Le café Devarenne vers 1910.
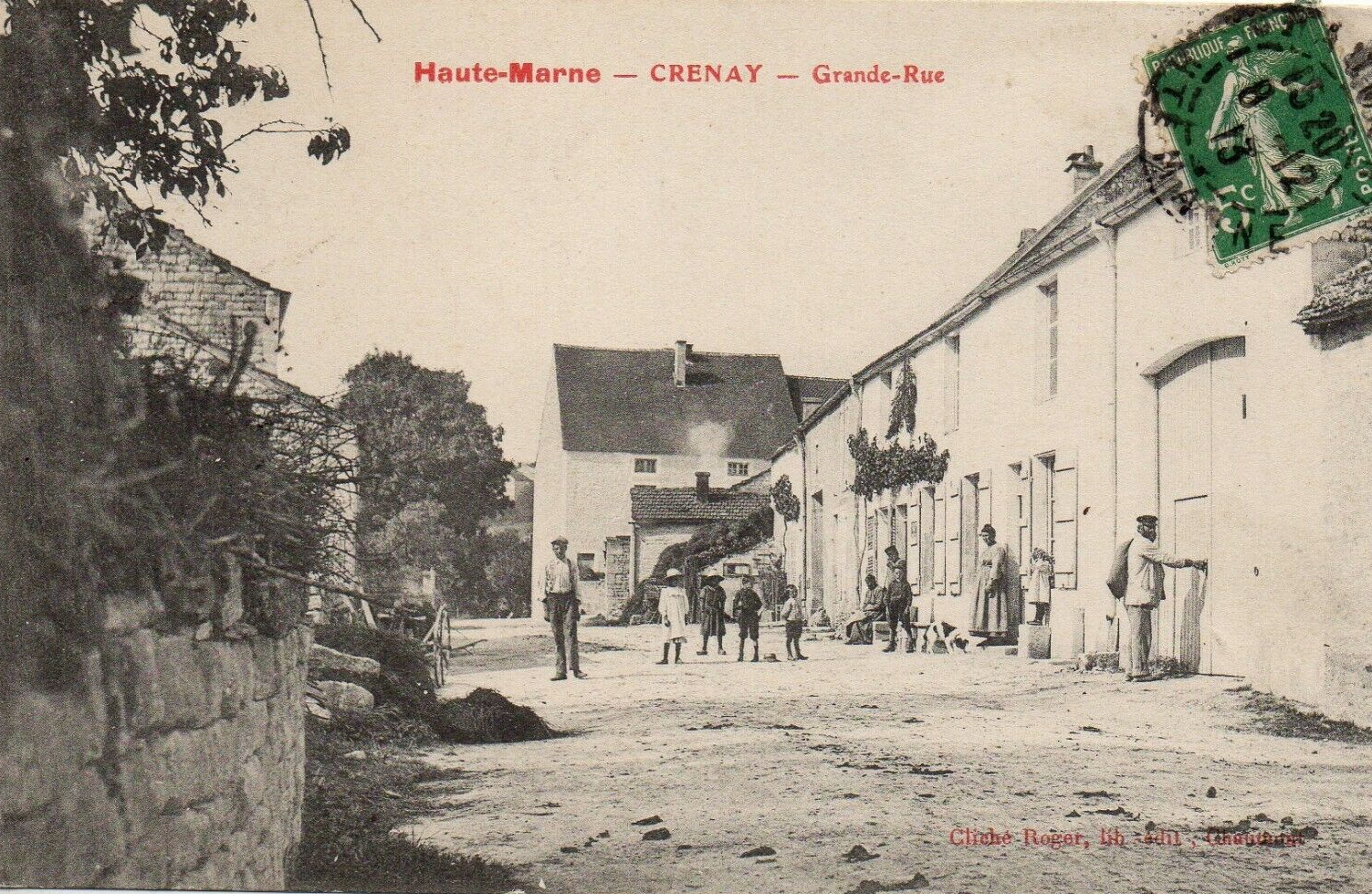
La grande rue en 1913.
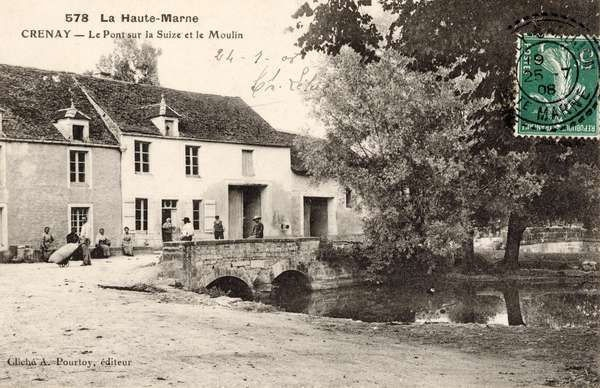
Carte postale du moulin en 1908.
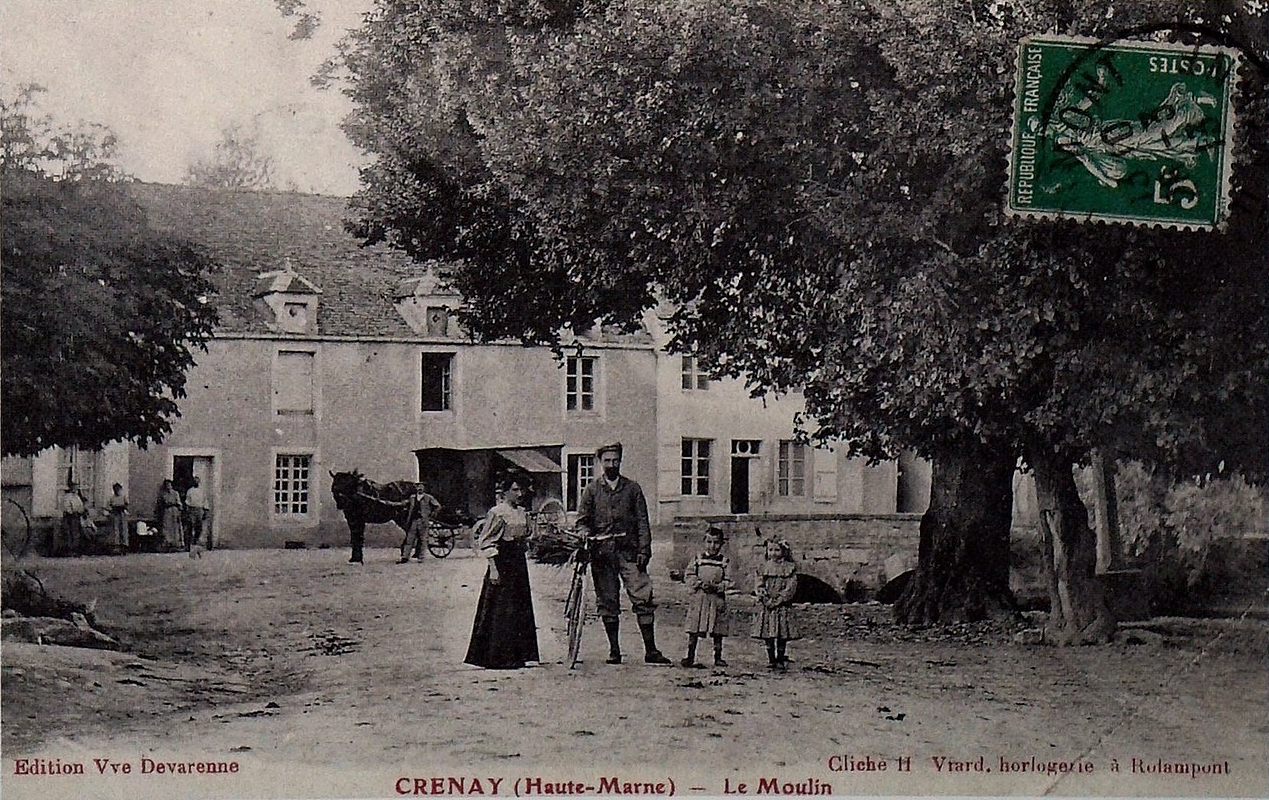
Carte postale du moulin en 1913.
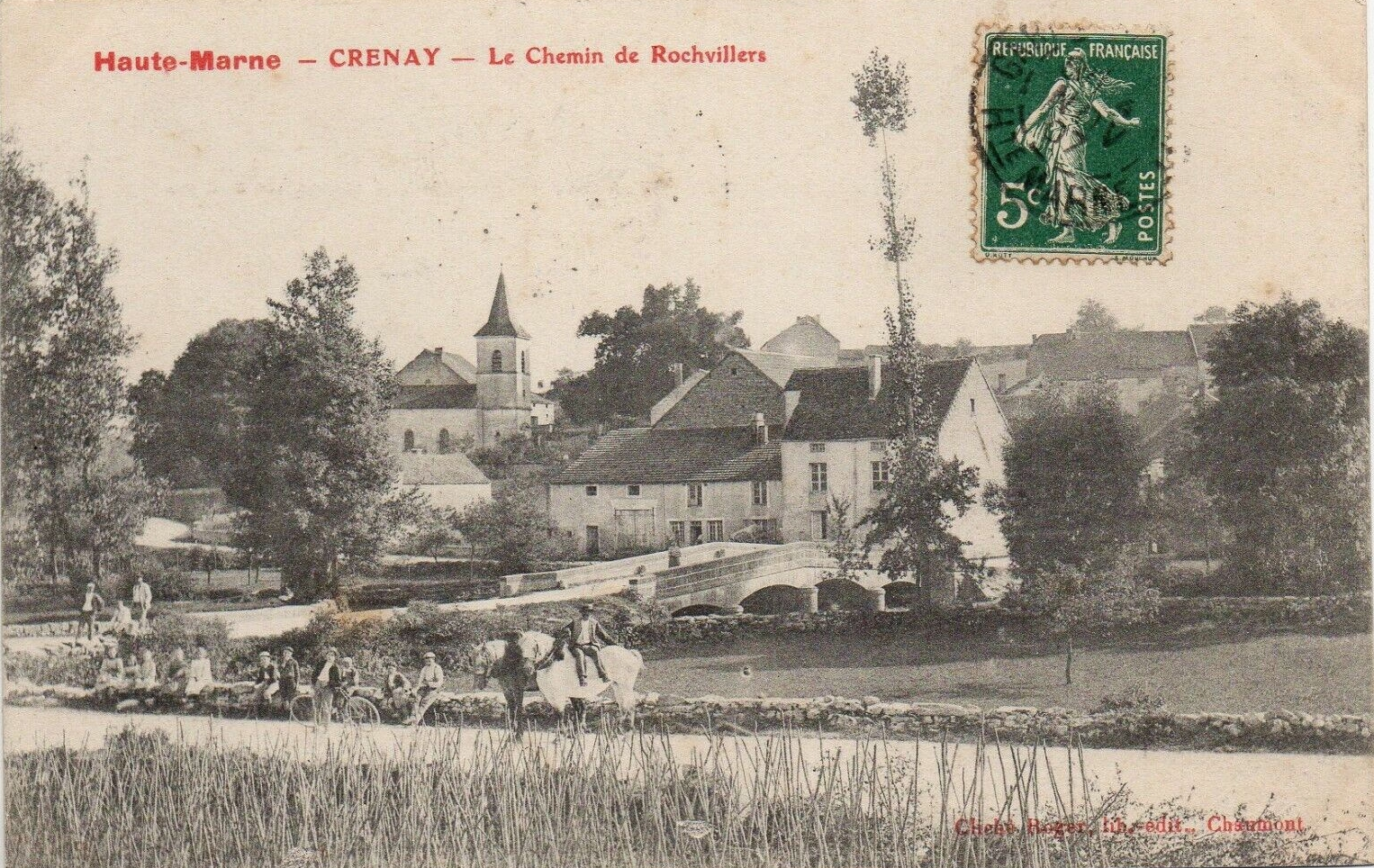
Le pont sur la Suize en 1907.